# Thomas Ward Custer
Thomas Ward Custer född 15 mars 1845 i New Rumley, Ohio, stupad 25 juni 1876 vid Little Bighorn, Montana, var en amerikansk kavalleriofficer, två gånger dekorerad med Medal of Honor; bror till den mera kände George Armstrong Custer.

## Inbördeskriget
Under inbördeskriget var Custer menig soldat i infanteriet och deltog i flera slag. 1864 blev han underlöjtnant vid kavalleriet och snart adjutant hos sin äldre bror general Custer. Han belönades två gånger med kongressens hedersmedalj för tapperhet i fält. Efter kriget tjänstgjorde han i Texas till 1866.

## Indiankrigen
Custer blev 1866 löjtnant vid Sjunde kavalleriregementet, där hans bror var t.f. regementschef, och befordrades 1876 till kapten. Han stupade tillsammans med två bröder, en systerson och en svåger i slaget vid Little Bighorn 1876.